# Mesoleius trochanteratus
Mesoleius trochanteratus är en stekelart som beskrevs av Carl Gustav Alexander Brischke 1871. Mesoleius trochanteratus ingår i släktet Mesoleius och familjen brokparasitsteklar. Inga underarter finns listade i Catalogue of Life.